# José Luis Montañés
José Luis Montañés, vollständiger Name José Luis Montañés Hernández, (* 8. Januar 1990 in Montevideo) ist ein uruguayischer ehemaliger Fußballspieler.

## Karriere
Der 1,89 Meter große Defensivakteur Montañés stand zu Beginn seiner Karriere von Mitte 2007 bis Mitte 2009 in Reihen der Reservemannschaft (Formativas) von Central Español. In den Spielzeiten 2009/10 bis 2011/12 gehörte er dann dem Profikader an. In den beiden zunächst folgenden Erstligasaisons wurde er in fünf Partien (kein Tor) der Primera División eingesetzt. Im März 2012 schloss er sich dem Club Sportivo Cerrito an. Einem Erstligaeinsatz (kein Tor) für die Montevideaner in der Clausura 2012, folgten in den Zweitligaspielzeiten 2013/14 und 2014/15 insgesamt 39 absolvierte Spiele in der Segunda División, bei denen er einen Treffer erzielte. Ende Januar 2015 wechselte er nach Ecuador zu Deportivo Quevedo. Bislang (Stand: 12. März 2017) traf er dort einmal in der Primera B ins gegnerische Tor.